# Playing with Fire (2019)
Playing with Fire (bra: Brincando com Fogo; prt: Quem Brinca com o Fogo...)  é um filme de comédia familiar americano de 2019, dirigido por Andy Fickman a partir de um roteiro de Dan Ewen e Matt Lieberman baseado na história de Ewen. O filme é estrelado por John Cena, Keegan-Michael Key, John Leguizamo, Brianna Hildebrand, Dennis Haysbert e Judy Greer,e segue um grupo de bombeiros que devem cuidar de três crianças que foram separadas de seus pais após um acidente.
É o terceiro filme de Walden Media da Nickelodeon Movies, depois de Charlotte's Web e Dora e a Cidade Perdida.
O filme foi lançado pela Paramount Pictures em 8 de novembro de 2019, nos Estados Unidos. Após o lançamento, o filme recebeu críticas negativas da crítica e do público e faturou US$ 68 milhões em todo o mundo, com orçamento de produção de quase US$ 30 milhões.

## Elenco
- John Cena como Jake "Supe" Carson
- Keegan-Michael Key como Mark Rogers
- John Leguizamo como Rodrigo Torres
- Brianna Hildebrand como Brynn
- Dennis Haysbert como comandante Richards
- Judy Greer como Dra. Amy Hicks
- Tyler Mane como Axe (Paul Potts como a voz da ópera de Axe)
- Christian Convery como Will
- Finley Rose Slater como Zoey
- Moly Shannon (participação especial não creditada)

## Produção
O filme foi anunciado em outubro de 2018, quando John Cena foi escalado para estrelar o filme. Andy Fickman foi contratado para dirigir no próximo mês.
Em janeiro de 2019, Brianna Hildebrand, Judy Greer, Keegan-Michael Key, Edoardo Carfora, Christian Convery e John Leguizamo se juntaram ao elenco. Foi oferecido a Rob Gronkowski um papel no filme, mas o recusou devido a conflitos de agendamento.
As filmagens começaram em 4 de fevereiro de 2019, em Burnaby, British Columbia, e foram concluídas em 29 de março. Efeitos visuais e animação foram feitos em pós-produção pela Industrial Light & Magic.

## Lançamento
O filme seria originalmente lançado nos Estados Unidos em 20 de março de 2020, mas depois foi transferido para 8 de novembro de 2019, assumindo a data de lançamento original de Sonic the Hedgehog.
Em Portugal, o filme foi lançado em 7 de novembro de 2019, e no Brasil, em 12 de dezembro de 2019.

## Recepção

### Bilheteria
Em 23 de janeiro de 2020, Playing with Fire arrecadou US$ 44,5 milhões nos Estados Unidos e Canadá e US$ 17,9 milhões em outros territórios, totalizando US$ 62,3 milhões em todo o mundo.
Nos Estados Unidos e no Canadá, o filme foi lançado ao lado de Doctor Sleep, Midway e Last Christmas, e foi projetado para arrecadar US$ 7 a 10 milhões de 3.125 cinemas em seu primeiro fim de semana. Ele faturou US$ 3,6 milhões em seu primeiro dia, incluindo US$ 500 mil em visualizações de quinta à noite. Ele estreou com US$ 12,8 milhões, superando as projeções e também terminando em terceiro nas bilheterias. Em seu segundo final de semana, o filme faturou US$ 8,6 milhões, terminando em quarto lugar atrás de Ford v Ferrari, Midway e Charlie's Angels.

### Crítica
No site Rotten Tomatoes, o filme mantém um índice de aprovação de 21% com base em 70 comentários, com uma classificação média de 3,93/10. O consenso dos críticos do site diz: "Playing with Fire, infelizmente, é incinerado pelo inferno catastrófico de sua própria existência doentia". O Metacritic atribuiu ao filme uma pontuação média ponderada de 24 em 100, com base em 14 críticos, indicando "críticas geralmente desfavoráveis". As audiências consultadas pelo CinemaScore deram ao filme uma nota média de "B +" na escala A + a F, enquanto as do PostTrak deram uma média de 2,5 em 5 estrelas.
Para O Observer deu ao filme uma estrela, descrevendo a premissa como "além do inepto" e chamando de "(a) candidato final ao pior filme do ano".